# Los Reyunos (localidad)
Los Reyunos es una localidad ubicada en el distrito Villa Veinticinco de Mayo del departamento San Rafael de la provincia de Mendoza, Argentina. 
Se encuentra sobre el acceso a la Represa de Los Reyunos sobre el río Diamante, 8 km al sudoeste de Villa Veinticinco de Mayo.
La Universidad Tecnológica Nacional cuenta con un centro de desarrollo regional en esta villa.
La localidad cuenta con pocos pobladores permanentes; la mayor parte de las viviendas son casas de fin de semana, más hoteles y cabañas, que aprovechan el turismo del lago y sus alrededores.